# Saasenheim
Saasenheim je občina v departmaju Bas-Rhin francoske regije Alzacija.
Leta 1990 je v občini živelo 458 oseb oz. 59 oseb/km².